# 勒韦尔内 (上普罗旺斯阿尔卑斯省)
勒韦尔内（法語：Le Vernet，法語發音：[lə vɛʁnɛ]）是法国上普罗旺斯阿尔卑斯省的一个市镇，属于迪涅莱班区。

## 地理
勒韦尔内（44°16'34"N, 6°23'27"E）面积23.05 平方千米，位于法国普罗旺斯-阿尔卑斯-蓝色海岸大区上普罗旺斯阿尔卑斯省，该省份为法国东南部内陆省份，北起上阿尔卑斯省，西接沃克吕兹省，西北接德龙省，南至瓦尔省，东临滨海阿尔卑斯省，东北部与意大利接壤。
与勒韦尔内接壤的市镇（或旧市镇、城区）包括：博热、普拉茨-上布莱奥讷、梅奥朗-勒韦勒、塞讷、韦尔达什。

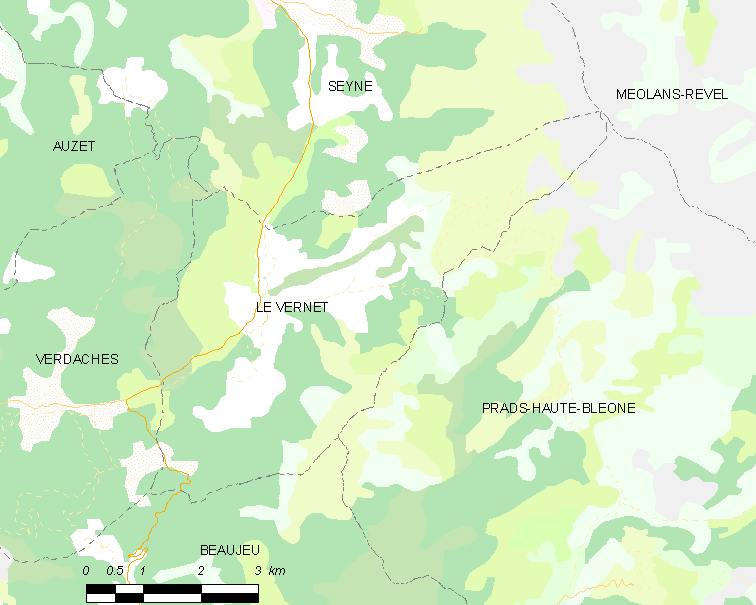
的OSM定位图

勒韦尔内的时区为UTC+01:00、UTC+02:00（夏令时）。

## 行政
勒韦尔内的邮政编码为04140，INSEE市镇编码为04237。

## 政治
勒韦尔内所属的省级选区为塞讷县。

## 人口

1962-2008年间人口变化图示

勒韦尔内于2022年1月1日时的人口数量为124人。